# كينت كارلسون (لاعب كرة قدم)
كينت كارلسون (بالسويدية: Kent Karlsson)‏ هو مدرب كرة قدم ولاعب كرة قدم سويدي، ولد في 25 نوفمبر 1945 في أربوغا في السويد. شارك مع منتخب السويد لكرة القدم. أما مع النوادي، فقد لعب مع أتفدابيرجس ونادي إسكيلستونا.

## مسيرته الكروية
لعب كينت كارلسون خلال مسيرته الاحترافية مع ناديين في 16 موسمًا وسجل خلالها 5 أهداف ضمن 305 مباراة. حيث فاز في موسمين بالكأس وموسمين بالدوري.
خاض كينت كارلسون مسيرته مع نادي إسكيلستونا في عامي 1965-1967في المرة الأولى ولمدة موسمين ثم في موسم 1977 ليلعب معه أربعة مواسم، مشاركًا طوالها في 89 مباراة ولم يسجل أي هدف. ثم انتقل إلى نادي أتفدابيرجس في موسم 1967 ليلعب معه عشرة مواسم، حيث شارك في 216 مباراة سجل خلالها 5 أهداف.

## وصلات خارجية
- كينت كارلسون على موقع الاتحاد الدولي (مؤرشف)  (الإنجليزية)
- كينت كارلسون على موقع قاعدة بيانات كرة القدم.إي يو (الإنجليزية)
- كينت كارلسون على موقع ناشيونال فوتبول تيمز (الإنجليزية)
- كينت كارلسون على موقع عالم كرة القدم.نت (الإنجليزية)